# Abandoned (videojuego)
Abandoned es el título provisional de un hipotético y futurible videojuego de terror desarrollado y publicado por Blue Box Game Studios, una empresa independiente de videojuegos con sede en los Países Bajos. Descrito como un "shooter cinemático de terror y supervivencia" con mecánicas de juego "realistas", la premisa de Abandoned gira en torno a Jason Longfield, que debe escapar de un bosque tras ser secuestrado. Un teaser jugable, titulado Abandoned: Prologue, también está en desarrollo y está previsto que salga antes que el juego principal.
Anunciado originalmente como un título exclusivo de PlayStation 5 en abril de 2021, atrajo la atención de los medios y el revuelo debido a las similitudes estilísticas del tráiler del juego con Silent Hill y Metal Gear, lo que llevó a especular que Hideo Kojima estaba involucrado en su desarrollo. Estos rumores fueron desmentidos por el director ejecutivo de Blue Box, Hasan Kahraman y, más tarde, por el propio Kojima.
El desarrollo de Abandoned ha sido problemático, ya que el concepto y el diseño del juego se han modificado en múltiples ocasiones, y tanto su tráiler de jugabilidad como su fecha de lanzamiento se han retrasado repetidamente antes de que Blue Box suspendiera indefinidamente cualquier fecha de lanzamiento provisional y el prólogo de marzo de 2022. A pesar de ello, Blue Box ha declarado que Abandoned no está cancelado, y que ambos juegos saldrán a la venta "cuando [estén] listos". Está previsto que "con el tiempo" salga una versión para Microsoft Windows. Sin embargo, la falta de actualizaciones sustanciales ha llevado a acusaciones de que el juego es vaporware.

## Premisa
La premisa original del juego, tal y como se mostró en la revelación inicial del Blog de PlayStation en abril de 2021, sigue a Jason Longfield, un hombre que se despierta en un bosque tras ser secuestrado, pero desconoce el motivo. Averigua que le han llevado allí con "un oscuro propósito", y entonces tiene que luchar por su supervivencia contra una secta y su líder, el hermano mayor de Jason, y escapar. Por el camino, Jason conocerá y formará equipo con otros personajes y compañeros, pero al final del juego Jason deberá decidir entre luchar contra la secta y su hermano o unirse a ellos. Sin embargo, esta premisa está sujeta a cambios, ya que en abril de 2022 Hasan Kahraman anunció que el concepto del juego había cambiado.

## Jugabilidad
En un principio, Kahraman describió Abandoned como un "shooter cinemático de terror y supervivencia" en primera persona, pero más tarde lo describió como un simple "shooter de supervivencia" con elementos de terror: "Tiene algunos elementos de terror, pero no es realmente un juego de terror. No es lo que la gente piensa, que es Silent Hill". Aunque en un principio se diseñó como un mundo abierto, posteriormente se ha convertido en un juego lineal. También se supone que es un "shooter realista" en comparación con los juegos de acción, en el que cada acción que el jugador realiza tiene un efecto; por ejemplo, si el jugador hace que su personaje corra, se quedará sin aliento y disminuirá su precisión al apuntar. Además, si el personaje está agitado o asustado, se pondrá nervioso, etc. También dijo que el juego utiliza tecnología de captura de movimiento, lo que afectará a la forma en que el jugador recibirá el daño.

## Blue Box Game Studios
Blue Box Game Studios (estilizado como BLUE BOX) es una compañía independiente de desarrollo de videojuegos neerlandesa fundada en abril de 2014 por Hasan Kahraman. Según el sitio web de la compañía, "Blue" en el nombre de la misma sería un acrónimo, utilizando la palabra en inglés del color, para esconder la frase "Best Level User Experience".
Antes de ponerse a trabajar en Abandoned, Blue Box había lanzado o intentado lanzar varios juegos, como Rewind, The Whisperer y Tales of the Six Swords, pero todos ellos fueron cancelados antes de que se lanzara una demo o un teaser, no llegaron a publicarse o fueron retirados del mercado debido a que no funcionaban correctamente en dispositivos móviles.
El último juego realizado antes del anuncio de Abandoned fue The Haunting: Blood Water Curse, un juego de terror que Kahraman describió como una "versión occidental de Fatal Frame". Una beta fue lanzada el 23 de diciembre de 2020, recibiendo críticas negativas de Steam debido a la naturaleza rota del juego. Posteriormente, Blue Box decidió no sacar nada con acceso anticipado desde entonces. El progreso en la página de Steam del juego no se ha actualizado desde marzo de 2021. Blue Box ha declarado en las preguntas frecuentes de su página web que el juego no está relacionado de ninguna manera con Abandoned. En agosto de 2021, Kahraman dijo en una entrevista a IGN que The Haunting se lanzaría de forma gratuita junto a Abandoned, cuando el mencionado juego estuviera terminado.

## Desarrollo

### Abril-junio de 2021: anuncio y la sombra sobre Hideo Kojima

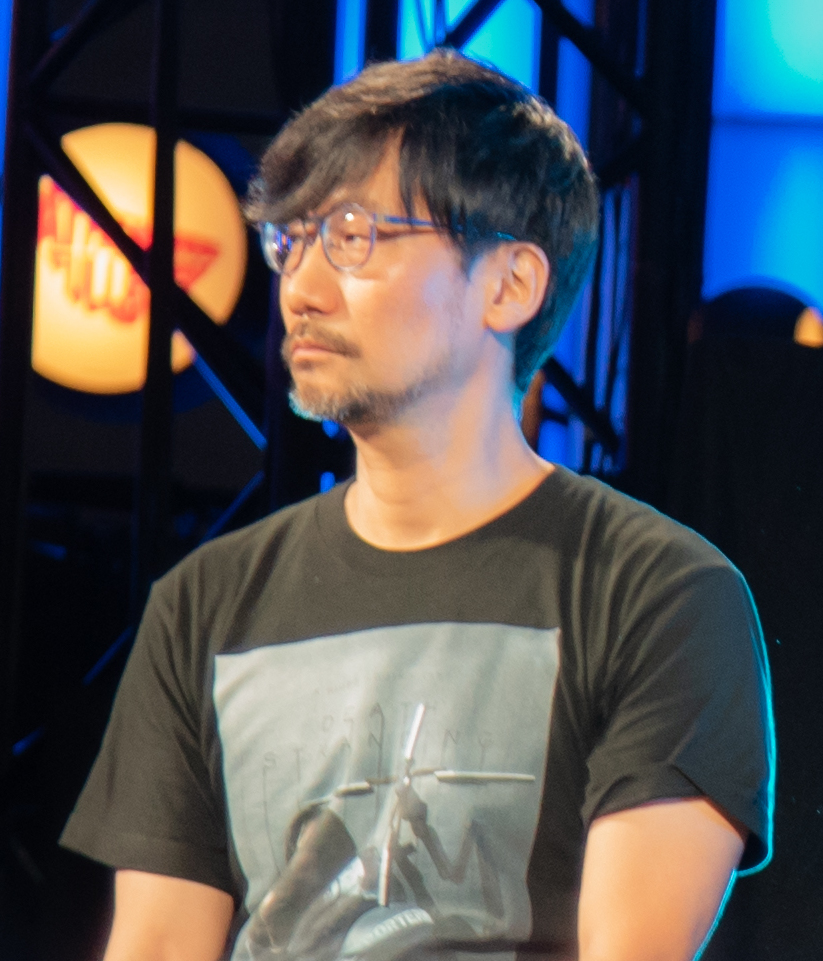
Hideo Kojima, durante la presentación de Death Stranding, en 2018.

Abandoned fue anunciado por primera vez por Blue Box el 7 de abril de 2021 a través del Blog de PlayStation, junto con un tráiler de un minuto de duración. El tráiler contiene varias tomas de un bosque invernal, incluidas imágenes de un edificio abandonado con un grafiti en el que se lee "Kill the Trespasser" ("Matad al intruso") y un cartel en el que se lee "God's town" ("La ciudad de Dios").
Inmediatamente después del anuncio del juego, Abandoned atrajo una gran atención mediática por parte de usuarios y medios de comunicación, ya que se creía que el diseñador de videojuegos japonés Hideo Kojima estaba involucrado en su creación, o en la gestación de un nuevo juego de la saga Silent Hill. Esta teoría se vio impulsada por el hecho de que el nombre de Hasan Kahraman compartía las mismas iniciales de Hideo Kojima, lo que llevó a creer que Blue Box y "Hasan Kahraman" eran un seudónimo de Kojima, en la línea de la maniobra promocional que Kojima realizó para el juego de 2015 Metal Gear Solid V: The Phantom Pain, en el que iba bajo el seudónimo de "Joakim Morgen" y tenía una falsa empresa de videojuegos sueca llamada "Moby Dick Studio", y también a "7780s Studio", otra empresa falsa de Kojima, que creó P.T. con Guillermo del Toro como una demo teaser para el juego cancelado de 2015 Silent Hills.
Además, se descubrió que "Kahraman" se traducía al turco como "Hideo". La especulación en torno a la implicación de Kojima llevó a la creación de un subreddit dedicado en Reddit, r/TheBlueBoxConspiracy, por parte de los fans de Silent Hill para discutir los rumores. En respuesta a los rumores, Blue Box Game Studios publicó un comunicado al día siguiente del anuncio del juego, el 8 de abril de 2021, en su página web, desmintiendo su conexión con Kojima o Konami, propietaria de los derechos de la franquicia Silent Hill, lo que fue desmentido por el periodista de VentureBeat Jeff Grubb, quien reveló que Kojima estaba en conversaciones con Microsoft/Xbox para su próximo juego, y no con PlayStation.
Sin embargo, a pesar de esta declaración, los rumores sobre la participación de Hideo Kojima en Abandoned persistieron debido a varios tuits de Blue Box que relacionaban el juego con las franquicias Metal Gear y Silent Hill de Kojima. Por ejemplo, un tuit publicado el 15 de junio de 2021, que parecía referirse a Silent Hill, decía "Guess the name: Abandoned = (First letter S, Last letter L)" (traducido como "Adivina el nombre: Abandoned = (Primera letra S, Última letra L"). Posteriormente, Blue Box se disculpó por el tuit y dijo que se había malinterpretado. Algo similar ocurrió el 27 de julio de 2021, cuando los neerlandeses compartieron un teaser de Abandoned con una imagen borrosa de una persona con un parche en el ojo izquierdo de fondo. 
Muchos compararon a la persona de la imagen con Solid Snake, el protagonista de la serie Metal Gear Solid de Kojima, creando especulaciones de que Abandoned era en realidad un juego de esta saga. En una entrevista a NME, Kahraman aclaró que se trataba de una imagen del villano principal del juego, y no de Solid Snake. "El parche en el ojo. Todo el mundo lo relacionó inmediatamente con Solid Snake. Pero yo decía: 'La gente piensa que es Silent Hill, así que no tendría sentido que la gente lo relacionara con Snake'". Debido a los repetidos rumores, Kahraman tuvo que hablar con Konami para aclarar su participación.
Hideo Kojima guardó silencio sobre los rumores que rodeaban su participación en Abandoned hasta que finalmente los abordó y desacreditó durante una entrevista en su podcast Brain Structure con Geoff Keighley el 3 de noviembre de 2022. Kojima se declaró "sorprendido" por el alcance de los rumores, que no se tomó en serio hasta que los usuarios empezaron a enviarle imágenes y mensajes deepfake, y afirmó que los usuarios se los habían enviado continuamente durante "casi dos años". También declaró que nunca había conocido a Kahraman, y que "no haría lo mismo dos veces" con respecto a su truco de "Moby Dick Studio".

### Junio-agosto de 2021: anuncio de una experiencia en tiempo real
Tras el anuncio del juego, Blue Box reveló sus planes de lanzar una aplicación "Realtime Trailers" (más tarde rebautizada como Realtime Experience) en PlayStation Store. La aplicación se presentaba como el centro de "tráilers interactivos" de Abandoned , donde se mostrarían avances y tráilers del juego y su jugabilidad, y que se desvelarían durante el verano de 2021. Estaba diseñada para renderizar las escenas "en tiempo real" y servir de escaparate para los gráficos del juego y el uso del motor Unreal Engine 5.
El lanzamiento de la aplicación estaba previsto para el 20 de junio; sin embargo, debido a problemas de localización, se retrasó al 25 de junio y, posteriormente, al 10 de agosto de 2022. Debido a problemas técnicos, la aplicación Realtime Experience se bloqueó inmediatamente y quedó inutilizable el primer día; tres días después se publicó un parche.
Después de que se introdujera un parche para hacerla utilizable, la aplicación fue criticada de inmediato por contener únicamente una imagen de cinco segundos de un hombre caminando sobre un suelo de madera, y por el hecho de que esta imagen ya había sido anunciada en la cuenta de Twitter de Blue Box unos días antes de su lanzamiento. Hasan respondió a las críticas para explicar por qué el tráiler era tan corto.

Lo que teníamos en mente era un teaser de 30 segundos con más contenido, pero tuvimos problemas con el motor. Y teníamos que asegurarnos de poder solucionarlo a tiempo, pero no tuvimos tiempo suficiente. Nos dimos cuenta de que nos iba a llevar mucho más que tres días, porque nuestro plan inicial era lanzarlo antes del fin de semana. Así que tuvimos que recortarlo todo y dejarlo en sólo cuatro o cinco segundos de metraje.

En una entrevista concedida a NME el 16 de agosto de 2021, Hasan se refirió posteriormente al lanzamiento de Realtime Experience como "un gran desastre", culpando de ello al uso por parte del equipo de Unreal Engine 5, que Hasan describió como "no recomendado" para el propósito debido a su estado de acceso anticipado. En la misma entrevista, Hasan también dijo que mostraría el tráiler en la Gamescom en unas semanas (el 25 de agosto de 2021); sin embargo, esta aparición nunca llegó a materializarse.

### Agosto de 2021–marzo de 2022:Abandoned: Prologue
En agosto de 2021, Kahraman anunció que el juego recibiría un "prólogo jugable", que actuaría como historia de fondo/introducción al juego principal de Abandoned . Hasan pretende utilizar el prólogo para financiar el desarrollo tras su lanzamiento. Aunque inicialmente se planteó como un teaser, Hasan aclaró más tarde que Abandoned: Prologue estaba completamente separado del juego final.
El 17 de octubre de 2021, Blue Box publicó un comunicado en Twitter en el que revelaba que habían sufrido un aumento de los niveles de acoso, doxxing y amenazas de muerte dirigidas a miembros del personal de Blue Box en línea y en la vida real. Aunque Blue Box no especificó el motivo, el acoso se ha atribuido a los repetidos retrasos del juego y a la conspiración de Blue Box. "Somos plenamente conscientes de la situación negativa que hemos creado y realmente entendemos vuestra frustración, pero lo que no entendemos son las amenazas de muerte". La compañía también dijo que emprendería acciones legales contra las personas que acosaran a la empresa en línea o en la vida real.

### Marzo de 2022: retraso indefinido, filtraciones e investigación deGameSpot
El 31 de marzo de 2022, Blue Box publicó un comunicado en Twitter anunciando que Abandoned: Prologue se había retrasado indefinidamente, y Kahraman afirmó que saldría a la venta cuando estuviera listo. Tras este anuncio, Blue Box Game Studios borró varios tuits anteriores sobre los planes futuros de Abandoned, lo que llevó a varias publicaciones a creer que el desarrollo del juego se había estancado o que se había cancelado por completo.
Kahraman negó tales afirmaciones y dijo que se debía al cambio de concepto del juego, aunque también declaró que lamentaba la decisión de borrar los tuits. El 16 de mayo de 2022, algunos de los activos de Abandoned se filtraron a través de Reddit, mostrando que el concepto del juego había cambiado drásticamente de cómo se caracterizó originalmente en un thriller político.
En los materiales de desarrollo filtrados también aparecía el logotipo de Silent Hill 5, lo que indica que pretendía engañar a la gente para que creyera que Abandoned formaba parte de la serie Silent Hill. Otras personas cercanas a Kahraman afirmaron que poco o nada del juego existía, que ha cambiado de género en numerosas ocasiones y que incluso era poco probable que el prólogo jugable estuviera terminado, lo que lo convertía "en gran medida en un engaño".